# Prostitution i Förenade arabemiraten
Prostitution är illegalt i Förenade arabemiraten. Inhemska prostituerade riskerar tunga böter eller fängelse medan utländsk medborgare typiskt deporteras. I praktiken tolererar myndigheterna prostitution så länge den sköts diskret. Den äger främst rum på barer och nattklubbar, men bordeller förekommer. Dubai beskrivs som centrum för sexhandeln. 
Historiskt var prostitution starkt associerad med slaveri i Förenade arabemiraten. Islamisk lag förbjöd prostitution, men tillät män att utnyttja sina slavinnor sexuellt i enlighet med principen om konkubiner inom islam, och prostitution praktiserades genom att ett hallick sålde sin slavinna på bazaaren (slavmarknaden) till en manlig kund, som lämnade tillbaka henne, officiellt på grund av missnöje, sedan han hade haft samlag med henne; detta var en form av prostitution som var laglig och accepterad. 
Slaveriet upphävdes först 1963. 
Parallellt förekom också fria prostituerade. Ofta var dessa från Iran från andra sidan Persiska viken; under 1950-talet ska två persiska bordellmammor ha kontrollerat all sexhandel. Myndigheterna grep stundtals in och förvisade alla prostituerade, som under en stor aktion 1936. 
Förenade arabemiraten är en destination för illegal människohandel för sexuella ändamål. Medborgare har tillgång till ett antal uppehållsvisum som vanligen används för att importera kafala-hembiträden, men som också ofta säljs till människohandlare som använder det för att importera utländska prostituerade. 